# Tayloria recurvimarginata
Tayloria recurvimarginata là một loài rêu trong họ Splachnaceae. Loài này được Nog. mô tả khoa học đầu tiên năm 1945.